# NGC 3057
NGC 3057 é uma galáxia espiral barrada (SBdm) localizada na direcção da constelação de Draco. Possui uma declinação de +80° 17' 07" e uma ascensão recta de 10 horas, 05 minutos e 39,5 segundos.
A galáxia NGC 3057 foi descoberta em 26 de Setembro de 1802 por William Herschel.